# Ангола на летних Олимпийских играх 1992
Ангола принимала участие в Летних Олимпийских играх 1992 года в Барселоне (Испания) в третий раз за свою историю, но не завоевала ни одной медали. Сборную страны представляли 25 мужчин и 3 женщины, принимавших участие в соревнованиях по баскетболу, боксу, дзюдо, лёгкой атлетике, парусному спорту и плаванию.